# Communauté de communes du Grand Ried
La Communauté de communes du Grand Ried (CCGR) est une ancienne communauté de communes située dans le département du Bas-Rhin qui regroupait 9 communes du nord du canton de Marckolsheim pour une population de 8 061 habitants (recensement 1999 complété en 2004 pour Hilsenheim). Elle a fusionné le 1er janvier 2012 avec la communauté de communes de Marckolsheim et environs pour former la communauté de communes du Ried de Marckolsheim.

## Historique
La communauté de communes du Grand Ried a été créée le 31 décembre 1996 et fait suite au SIVOM du secteur de Sundhouse créé en 1973.

## Composition
- Bindernheim (3 délégués)
- Bœsenbiesen (2 délégués)
- Hilsenheim (4 délégués)
- Richtolsheim (2 délégués)
- Saasenheim (2 délégués)
- Schœnau (3 délégués)
- Schwobsheim (2 délégués)
- Sundhouse (3 délégués)
- Wittisheim (4 délégués)

## Administration
La communauté de communes du Grand Ried avait son siège à Sundhouse. Son dernier président était Jean-Marie Simler, maire de Schwobsheim.